# 四庫禁燬書叢刊
《四庫禁燬書叢刊》，是一套收錄了在編纂《四庫全書》時被列為禁燬書籍的其中一部分的叢書，本叢書由《四庫禁燬書叢刊》編纂委員會編成，於2000年出版，連索引1本在內總計311冊，共收書634種，按經、史、子、集四部編排。經部分裝10冊，收書16種；史部分裝75冊，收書157種；子部分裝38冊，收書59種；集部分裝187冊，收書402種。